# Источна група НОП одреда 6. корпуса НОВЈ
Источна група НОП одреда 6. корпуса НОВЈ је била партизанска формација у саставу Народноослободилачке војске и партизанских одреда Југославије током Другог светског рата у Југославији.

## Историјат
Формирана је 1. септембра 1943. у Славонији од Диљског, Пожешког и Подравског НОП одреда (од почетка октобра 1943. овај одред носи назив Осјечки НОП одред). Ушла је у састав 2. корпуса Хрватске (6. корпус НОВЈ). У састав групе улази 29. септембра 1943. новоформирана Бродска НО бригада, па је Група одреда 13. октобра 1943. имала: Штаб, Бродску НО бригаду, Пожешки, Осјечки и Диљски НОП одред, укупне јачине 2049 бораца. Међутим, 3. новембра, Бродска бригада улази у састав 12. дивизије НОВЈ. Јединице Групе одреда дејствовале су, углавном, у Славонији и Подравини. После формирања усмериле су дејства на железничке комуникације Осијек—Нашице—Плетерница—Нова Капела, Плетерница—Славонска Пожега—Велика и Славонски Брод—Винковци—Осијек. Поред бројних успеха на железничким пругама, оне су од 27. до 29. септембра успешно водиле жестоке борбе против делова немачке 187. резервне дивизије и 2. усташког здруга на Диљ-планини, 29. октобра учествовале у заузимању немачког упоришта у Чачинцима, 16. новембра из заседе напале и разбиле домобранску колону код Велике, 20/21. новембра напале Јакшић, 14. децембра учествовале у нападу на Ђаково, заузимају Вишковце и Вучевце и 17. децембра у нападу на Горјане. Од 22. до 24. јануара 1944. учествовале су у борбама за Чаглин, Пореч и Кулу, а 22. фебруара водиле жестоке борбе за одбрану Подгорача. У фебруару, уједно са деловима 1. диверзантског батаљона 6. корпуса, извеле су неколико успелих диверзија на железничким пругама; од септембра 1943. до марта 1944. Група одреда је дала три батаљона за формирање Бродске НО бригаде, 100 бораца за формирање Чехословачке бригаде Јан Жишка, 200 бораца за попуну 12. дивизије, и већу групу бораца за формирање Осјечке НО бригаде. У другој половини марта и првој половини априла 1944, јединице Групе одреда учествују у нападима на железничке комуникације Славонски Брод—Винковци, Стризивојна—Осијек, Винковци—Осијек и Велика Капела—Батрина—Плетерница, а 29. марта воде борбу код Чачинаца. Приликом напада на Подравску Слатину 4. и 5. априла затварале су правце који од Нашица изводе ка Подравској Слатини, ноћу 16/17. априла учествовале у извршењу велике диверзије на железничкој прузи Београд—Загреб, на одсеку Винковци—Новска, кад је порушена на 70 места. За време напада немачких и усташко-домобранских снага од 26. априла до 10. маја на слободну територију Славоније напале су непријатељске јединице из позадине и рушиле комуникације (само 7/8. јуна железничка пруга Винковци—Банова Јаруга порушена је на 152 места и дигнуте у ваздух три композиције). У јулу и августу јединице Групе одреда учествовале су у борбама за осигурање летине и рушењу комуникација (Ђаково—Осијек, Нашице—Осијек и Плетерница—Нашице). Попунивши се новим борцима, Група одреда је 10. априла 1944. дала људство за формирање батаљона за борбу против пете колоне 6. корпуса НОВЈ (батаљон ППК), а 28. септембра за формирање 4. бригаде 12. дивизије. У мају, у састав Групе одреда улази новоформирана Жупањска чета, тако да је њено укупно бројно стање било 1051 борац, а у јуну у Подравини је формиран Подравски НОП батаљон који средином јула прераста у Подравски НОП одред, јачине 200 бораца. Тада је Жупањска чета расформирана, а њено људство попунило јединице Група одреда Од септембра 1944. до средине априла 1945. јединице Групе одреда изводе диверзије на пругама, руше друмове, постављају заседе, нападају слабије непријатељскле гарнизоне, садејствујући повремено осталим јединицама 6. корпуса у крупнијим акцијама. Октобра 1944. упућен је један батаљон за попуну Осјечке НОУ бригаде а крајем децембра за попуну јединица 6. корпуса. Средином децембра расфонниран је Осјечки НОП одред чије је људство попунило јединице 12. дивизије док је у децембру расформиран у Подравски НОП одред, а људство попунило јединице Народне одбране у Славонији, тако да је Група одреда крајем децембра 1944. имала само два одреда: Диљски и Пожешки НОП одред. Расформирана је 21. априла 1945, а људство њених јединица попунило је 12. и 40. дивизију ЈА и јединице Народне одбране у Славонији и Подравини.